# Ernest Corripio Ahumada
Ernesto Corripio Ahumada, né le 29 juin 1919 à Tampico au Mexique et mort le 10 avril 2008 à Mexico, est un cardinal mexicain, archevêque de México de 1977 à 1994.

## Biographie

### Prêtre
Ernesto Corripio Ahumada est ordonné le 25 octobre 1942 par le cardinal Luigi Traglia pour le diocèse de Ciudad Victoria-Tamaulipas.

### Évêque
Nommé évêque auxiliaire de ce même diocèse de Ciudad Victoria-Tamaulipas le 27 décembre 1952 avec le titre d'évêque in partibus de Zapara (de), il est consacré le 19 mars 1953 par Octaviano Márquez y Toriz (es) avec comme co-consécrateurs Serafín María Armora y González (es) et Luis Guízar Barragán (es). Il n'a alors que 33 ans.
Il devient évêque titulaire de Ciudad Victoria-Tamaulipas le 25 février 1956, puis archevêque d'Antequera-Oaxaca le 25 juillet 1967, puis archevêque de Puebla de los Angeles le 11 mars 1976 et enfin archevêque de Mexico le 19 juillet 1977. Il se retire de cette dernière charge à 75 ans, le 29 septembre 1994.

### Cardinal
Il est créé cardinal par le pape Jean-Paul II lors du consistoire du 30 juin 1979 avec le titre de cardinal-prêtre d'Immacolata al Tiburtino.